# Jiang Qing
Jiang Qing, también conocida en el mundo occidental como Chiang Ching o Madame Mao (en chino, 江青; pinyin, Jiāng Qīng; Wade-Giles, Chiang Ch'ing), nacida como Lǐ Shūméng (李淑蒙) (19 de marzo de 1914 - 14 de mayo de 1991), fue una política china, que en 1939 se convirtió en la cuarta esposa de Mao Zedong. Dirigió la Revolución Cultural en el plano artístico y formó parte del Politburó del Partido Comunista de China desde 1969. Formaba parte de la denominada Banda de los Cuatro. Sin embargo, fue detenida al mes de morir Mao (1976) por sus tendencias radicales. Fue la mujer más poderosa durante los últimos años del régimen maoísta.

## Biografía
Nació en Zhucheng, en la provincia china de Shandong hija de un carpintero, y fue actriz bajo el seudónimo de Lan Ping, ganando relativa fama en la industria cinematográfica de China durante los inicios de la década de 1930. En 1933, junto con su entonces esposo, Yu Qiwei, se unió al Partido Comunista de China, trabajando como actriz en la ciudad de Shanghái. Tras divorciarse de Yu Qiwei, huyó de Shanghái al conocerse la noticia de la invasión japonesa en julio de 1937, partiendo con otros actores hacia Yan’an para unirse a la resistencia comunista contra la invasión. Dos años después, en 1939, es presentada a Mao, con quien acabaría casándose y con quien tuvo una hija.
En 1949 se convirtió en Ministra de Cultura del primer gobierno de la República Popular China. En 1966, fue elegida como directora de la Revolución Cultural, iniciada ese mismo año, y desde la cual ejercería cargos de gran influencia e importancia en el gobierno de China, impulsando gran parte de las políticas de la Revolución Cultural y patrocinando las actividades de los Guardias Rojos durante este periodo. No obstante, Jiang Qing proyectó y ejecutó actos masivos de represión política contra artistas e intelectuales que no seguían los postulados del régimen, pero también acusando de «enemigos del Estado» a antiguos rivales y competidores del mundo cultural. El uso de la represión policial se extendió a pleitos personales de Jiang Qing cuando ordenó el arresto de una mujer que se había casado con su primer esposo.
En 1969, Jiang Qing entró en el Buró Político del Partido. En este punto, se asoció a la famosa Banda de los Cuatro, encargados de defender los principios del maoísmo y de ejercer diversos abusos de poder contra funcionarios y ciudadanos comunes.
El 5 de septiembre de 1976, la mala salud de Mao se volvió crítica cuando sufrió un ataque al corazón, mucho más grave que sus dos anteriores a principios de año. Jiang Qing volvió de su viaje al campo y pasó solo unos minutos en el edificio 202 del hospital, donde Mao estaba siendo tratado. Más tarde regresó a su propia residencia en la Cámara de la Primavera de Lotus.
En la tarde del 7 de septiembre, la situación de Mao empeoró. Mao acababa de caer dormido y necesitaba descansar, pero Jiang Qing insistió en frotarle la espalda y mover sus extremidades, y roció un polvo blanco en su cuerpo. El equipo médico protestó porque esto no era bueno para sus pulmones, pero ordenó a las enfermeras de servicio que siguieran su ejemplo más tarde.
A la mañana siguiente, 8 de septiembre, entró en la habitación de Mao para volver a visitarlo. Esta vez quería que el personal médico cambiara la posición de dormir de Mao, alegando que había estado tendido demasiado tiempo en el lado izquierdo. Li Zhisui, el médico principal de servicio, objetó, explicándole que Mao podía respirar solo en su pulmón izquierdo. Jiang ordenó a Li que moviera a Mao, sin embargo. Como resultado, la respiración de Mao se detuvo y su rostro se puso azul. Jiang Qing dejó la sala, mientras que el Dr. Li y el resto del personal médico pusieron a Mao en un respirador y realizaron una reanimación cardiopulmonar de emergencia.
Finalmente, Mao fue reanimado y Hua Guofeng instó a Jiang Qing a no interferir más con el trabajo de los médicos. Sin embargo, casi todos los órganos de Mao fracasaron y cayó en coma al final de ese día. Con Mao más allá de la recuperación y poco dispuesto a prolongar más su sufrimiento, Jiang y otros miembros del gobierno chino decidieron desconectar el aparato de sustento a la vida de Mao.
La muerte de Mao ocurrió justo después de la medianoche a las 00:10 horas del 9 de septiembre de 1976. El sucesor elegido de Mao, Hua Guofeng, se convirtió en el presidente de su comité funerario. Se creía que Hua era un candidato de compromiso entre los partidarios del comercio libre y los seguidores de la ortodoxia dentro del partido comunista. Algunos sostienen que esto puede haber sido debido a su ambivalencia y su perfil discreto, particularmente en comparación con Deng Xiaoping, el candidato preferido de las facciones orientadas al mercado. El aparato del partido, bajo órdenes de Jiang Qing y Zhang Chunqiao, escribió un elogio que afirmaba los logros de Mao para justificar sus demandas al poder.
En ese momento, los medios de comunicación estatales estaban efectivamente bajo el control de la Banda de los Cuatro. Los periódicos estatales siguieron denunciando a Deng poco después de la muerte de Mao. Jiang Qing estaba poco preocupada por Hua Guofeng, pero temía mucho a Deng Xiaoping. En numerosos documentos publicados en los años ochenta se afirmaba que Jiang Qing conspiraba para hacerse la nueva presidenta del Partido Comunista.
Los cuatro miembros del grupo fueron expulsados del Partido Comunista de China y arrestados, acusados de tramar un golpe de Estado para hacerse con el poder. En 1980, los cuatro fueron sometidos a juicio público, acusados de diversos crímenes cometidos en la Revolución Cultural, siendo que ante los tribunales la defensa de Jiang Qing se basaba en que ella siempre cumplía órdenes de su marido. Para esto, ella afirmó: «Yo era el perro enojado de Mao. A quien él dijese que había que morder, yo le mordía». 
Jiang Qing fue condenada a muerte, aunque finalmente se le conmutó la pena a cadena perpetua en 1983. En 1991 fue puesta en libertad a causa del grave cáncer en la garganta que padecía. Murió poco después de su salida de la cárcel. Más tarde, el Gobierno chino diría que se suicidó a los diez días de su puesta en libertad, dejando una nota acusatoria contra las políticas de Deng Xiaoping.